# 奥の山古墳
奥の山古墳（おくのやまこふん）は、埼玉県行田市渡柳にある古墳。形状は前方後円墳。埼玉古墳群を構成する古墳の1つ。国の特別史跡に指定されている（特別史跡「埼玉古墳群」のうち）。

## 概要
- 墳丘長66.4メートル
- 後円部径38.4メートル・高さ5.6メートル
- 前方部幅43.2メートル・高さ6.0メートル

- さきたま古墳群の中では2番目に小さい前方後円墳で、この古墳群の前方後円墳の中で唯一、一重の盾型周濠とされてきたが、2007年と2008年の発掘調査で外堀が確認され、また周濠の形も長方形をしていることがわかり、同古墳群の他の前方後円墳同様、長方形の二重周濠である。

- 大正年間まで戸場口山古墳が残っており、中の山古墳とこの古墳と共に渡柳三大墳と呼ばれていて、最も北側（奥）にあるのでこの名がある。1968年に内堀を発掘調査時に出土した埴輪などから、古墳の築造年代は6世紀の中頃と考えられている。

## 副葬品

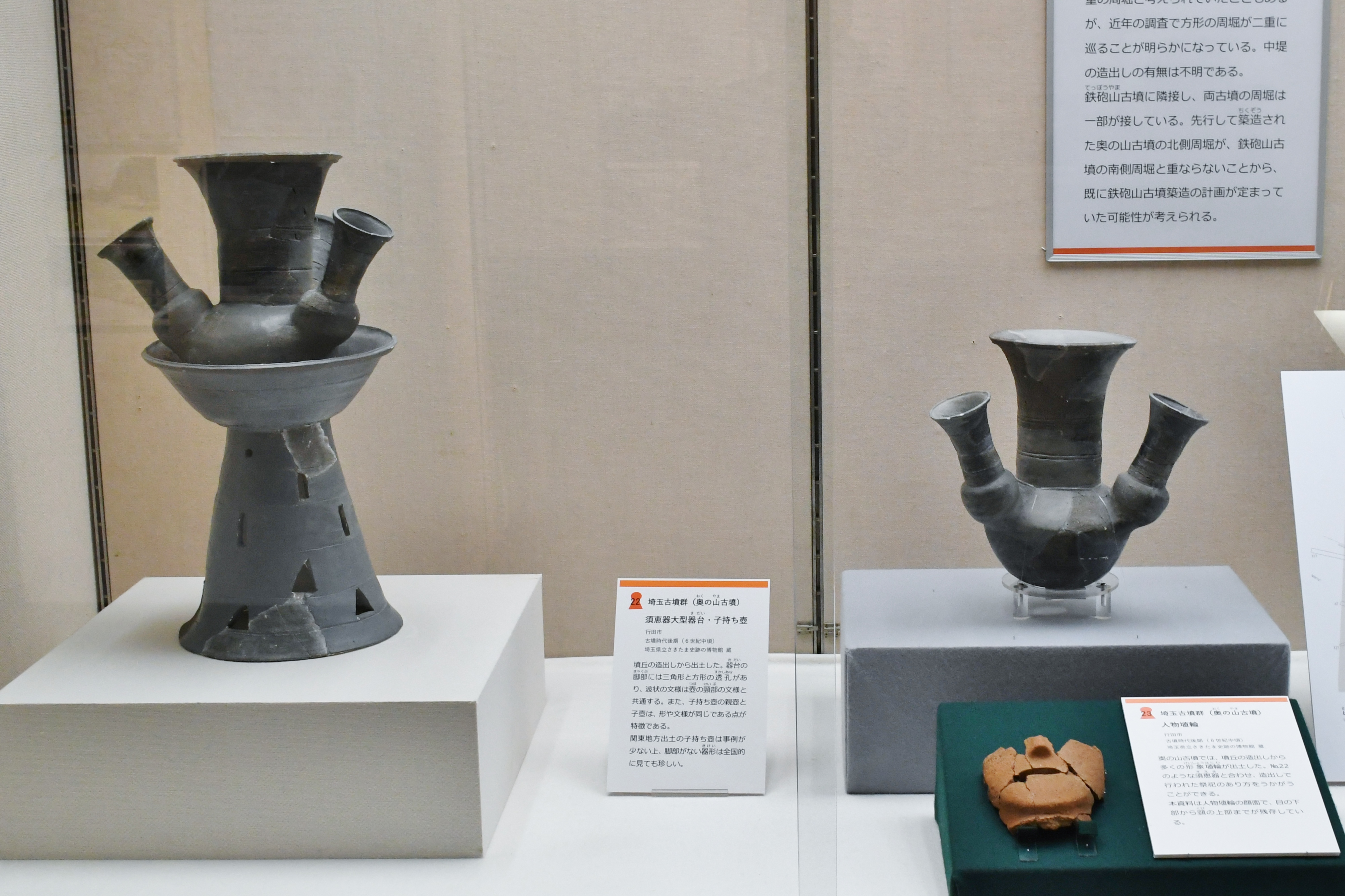
出土品埼玉県立歴史と民俗の博物館特別展時に撮影。

円筒埴輪、馬形埴輪、騎馬像形埴輪、盾形埴輪等が採取されている。
特筆すべきものとして、造り出しから出土した装飾付須恵器（子持壺）が挙げられる。これは丸底で頸部の長い壷に同じ形の小さな小壷が3個付いたもので、同じく造り出しから出土した高坏形器台に載せて供えられたと考えられる。こうした須恵器が出土した例は関東地方ではきわめて少なく、また古墳群で２番目に小さい奥の山古墳から出土したことは、規模の大小にかかわらず、埼玉古墳群の被葬者が関東地方において別格の位置にあったことを示す証拠とされている。